# Koromandelkuckuck

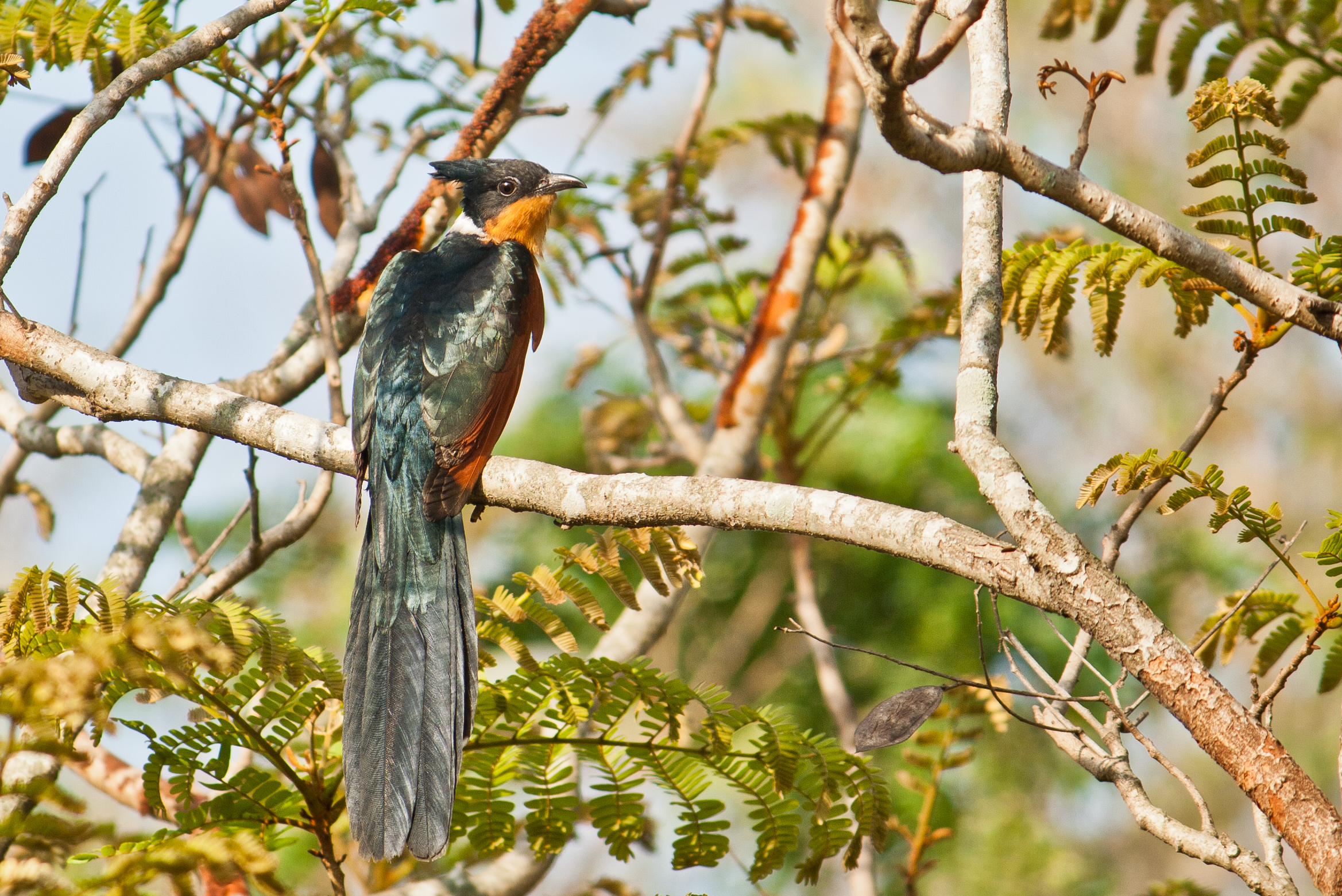
Koromandelkuckuck, Chennai

Der Koromandelkuckuck (Clamator coromandus) ist eine Art aus der Familie der Kuckucksvögel, der zu den sogenannten Schopfkuckucken gehört. Er ist ein mittelgroßer, schlanker Kuckuck, der in der Orientalis beheimatet ist. In weiten Teilen seines asiatischen Verbreitungsgebietes ist er ein Zugvogel. Trotz seines großen Verbreitungsgebietes gilt der Koromandelkuckuck als monotypisch.
Wie viele Arten innerhalb der Kuckucke ist der Koromandelkuckuck ein obligatorischer Brutparasit, der seinen Nachwuchs nicht selber groß zieht.

## Merkmale
Der Koromandelkuckuck erreicht eine Körperlänge von 38 bis 46 Zentimeter und ist damit der größte Kuckuck innerhalb der Gattung der Schopfkuckucke. Auf den Schwanz entfallen durchschnittlich rund 23 Zentimeter. Der Schnabel hat eine Länge von 2,3 Zentimeter. Koromandelkuckucke wiegen zwischen 66 und 84 Gramm.
Es gibt keinen ausgeprägten Geschlechtsdimorphismus. Sowohl bei Männchen als auch den Weibchen ist der Oberkopf, die Kopfseiten, und die Federhaube glänzend schwarz. Im Nacken verläuft ein auffälliger weißer Ring.  Der Rücken ist ansonsten glänzend schwarz. Die inneren Armdecken und die Oberschwanzdecken sind gleichfalls glänzend schwarz. Dagegen sind die Handschwingen und die Handdecken leuchtend kastanienbraun.
Das Kinn und die die Kehle sind blass rostfarben, die Brust und der Bauch sind weiß. An den Flanken geht dieses in ein grauweiß über, die Unterschwanzdecken sind schwarz und glänzen violett. Die Steuerfedern sind schwarzviolett, die äußeren Steuerfedern weisen weiße Spitzen auf.
Die Federhaube entwickelt sich bei Jungvögeln ab der fünften Lebenswoche. Das Federkleid der adulten Vögel zeigen sie ab dem dritten Lebensmonat. Bis dahin sind sie auf der Körperoberseite olivbraun. Der Halsring ist bei ihnen noch nicht weiß, sondern rötlich-weiß.
Adulte Vögel haben eine blass rotbraune Iris, bei Jungvögel ist diese noch haselnussbraun. Der Schnabel ist schwarz mit einem grünlichen Schimmer. Die Füße und Beine sind grau.

## Verbreitungsgebiet

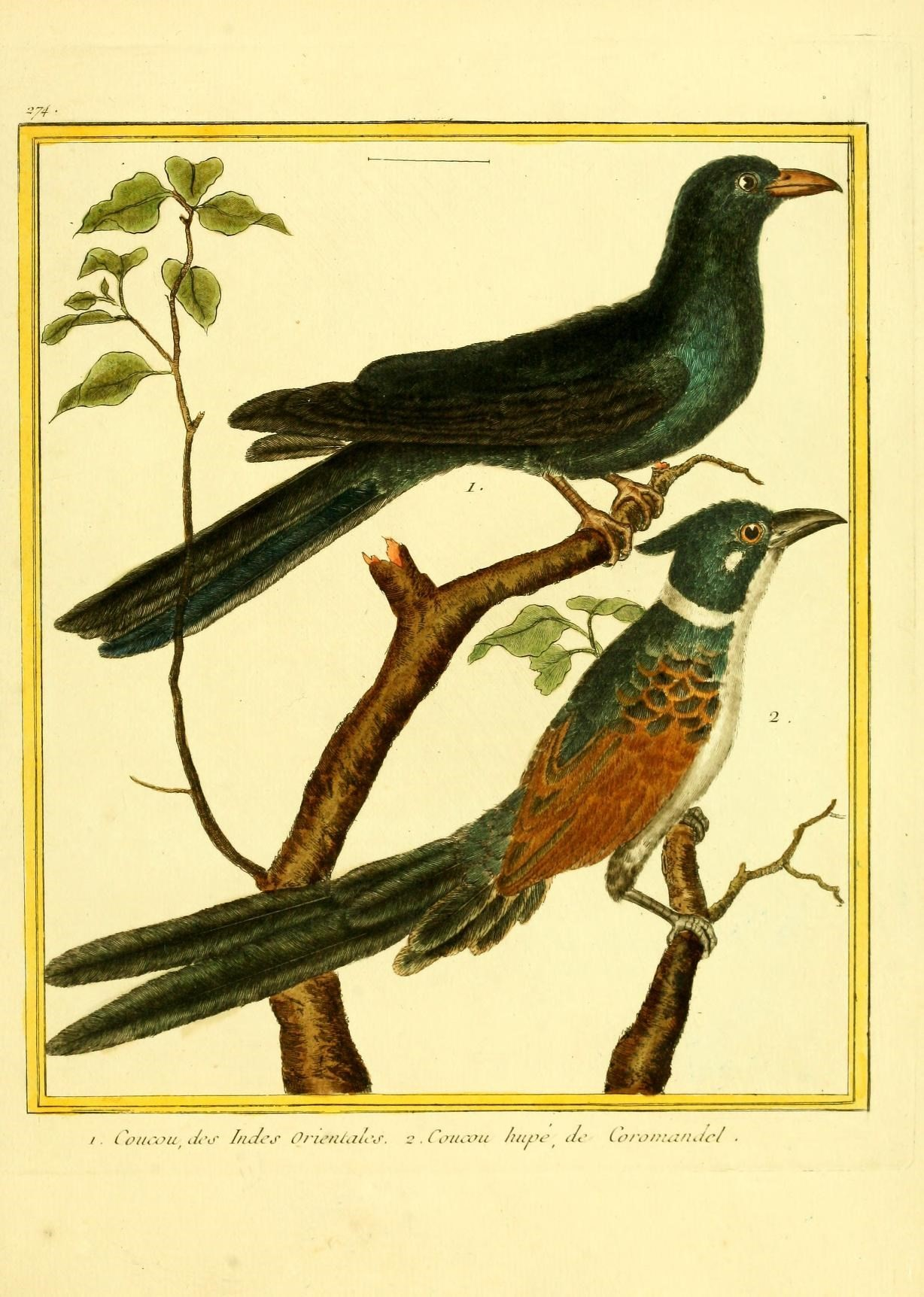
Zeichnung, 18. Jahrhundert. Hinten ein Indischer Koel, vorne ein Koromandelkuckuck

Der Koromandelkuckuck ist ein Zugvogel, dessen Verbreitungsgebiet sich entlang des Himalayas erstreckt. Er kommt in den Vorgebirgen des Himalayas im Norden und Nordosten Indiens vor und ist in Manipur ein Standvogel. Das Verbreitungsgebiet erstreckt sich außerdem über Nepal, Bhutan, Bangladesh, Burma, den Norden und Osten Thailands, Indochina sowie Teile Chinas. In China ist er während des Sommerhalbjahres in Jiangsu, Fujian, Guangdong, Hainan, im Osten von Sichuan sowie vom Süden Yunnans bis in den Norden von Gansu und dem Süden von Shaanxis anzutreffen.
Der Koromandelkuckuc überwintert im Süden von Indien, auf Sri Lanka, auf der Malaiischen Halbinsel, in der Region um Singapur und Sumatra. Auf Java und Bali ist er ein seltener Gast, noch seltener findet er sich im Winterhalbjahr auf Borneo ein. Zu den Überwinterungsgebieten zählen außerdem Luzon, Mindanao, Palawan, Sanga Sanga, Siquijor und Tawi-Tawi.

## Lebensraum
Der Koromandelkuckuck kommt von der Tiefebene bis in Höhenlagen von 2450 Meter vor. Er besiedelt bewaldete Regionen von sekundärem Dickicht bis zu offenen Waldflächen mit niedrig wüchsigem Baumbestand, Dickichte entlang von Flüssen, Agrarflächen sowie Gärten in kleineren Dörfern. Während des Zuges ist er auch in Mangrovenwälder, in Obstgärten und auf Plantagen, auf großen Schilfflächen und in Dickichten entlang von Agrarflächen anzutreffen.
Auf der malaiischen Halbinsel ist der Koromandelkuckuck nicht oberhalb von 400 Höhenmetern anzutreffen, auch in Nepal hält er sich überwiegend in den Tiefebenen auf und ist oberhalb von 365 Höhenmetern selten. In Bhutan dagegen reicht seine Höhenverbreitung von 400 bis 1600 Höhenmetern. In anderen Regionen des Himalayas ist er bis 1500 Höhenmetern anzutreffen, auf Sri Lanka sogar in Höhen von 2000 Metern.

## Lebensweise und Nahrung
Der Koromandelkuckuck ist ein scheuer Vogel, der außerhalb der Brutzeit entweder einzeln oder in kleinen, lockeren Trupps zu beobachten ist. Er hält sich überwiegend im Unterholz auf und wechselt in schnellem Flug von einem kleinen Baum bis zum nächsten.
Die Nahrung besteht überwiegend aus großen Insekten wie Raupen, Käfern, Ameisen, Gottesanbeterinnen sowie Spinnen. Sie nehmen außerdem kleine Früchte zu sich. Bei in Gefangenschaft gehaltenen Koromandelkuckucken hat man beobachtet, dass sie bei Raupen zunächst beide Enden abbeißen und durch heftiges Schlagen der Raupen gegen Äste zunächst den Darminhalt entfernen, bevor sie diese herunterschlucken.

## Fortpflanzung

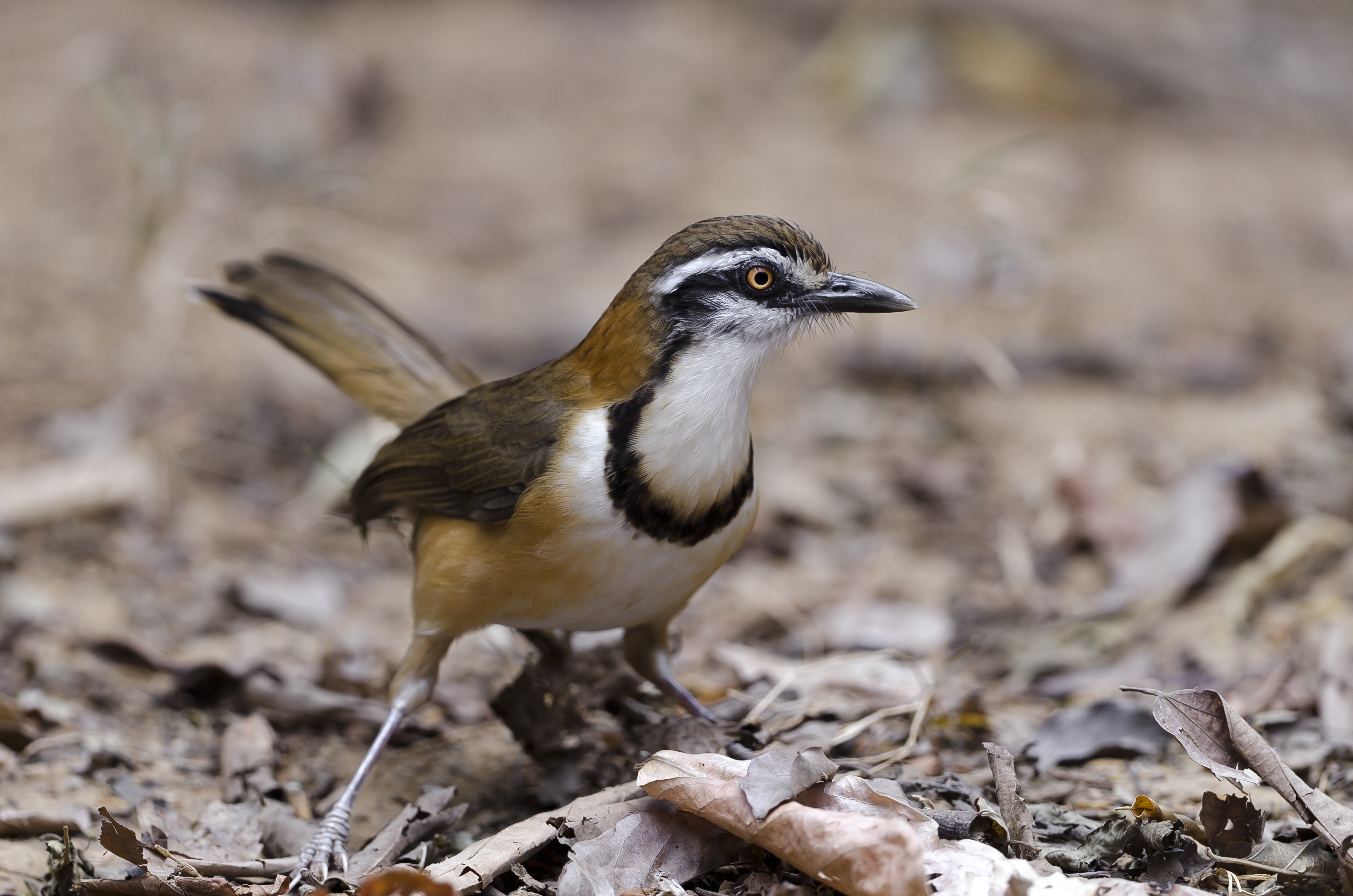
Garrulax monileger, der am häufigsten parasitierte Wirtsvogel des Koromandelkuckucks

Der Koromandelkuckuck ist ein obligatorischer Brutschmarotzer, der seine Jungvögel nicht selbst groß zieht. Die Wirtsvögel, die von dieser Kuckucksart paratisiert werden, gehören überwiegend der Familie der Häherlinge (Leiothrichidae) an. Als der am häufigsten parasitierte Wirtsvogel gilt Garrulax monileger. 45 Prozent der vom Koromandelkuckuck parasitierten Nester waren Nester dieser Art.
Die Brutzeit fällt in Indien in die Monate April bis August. In Burma ist die Fortpflanzungszeit im Wesentlichen durch die Wirtsvögel bestimmt und fällt gewöhnlich in die Monate März bis Mai, sie nutzen aber auch die Zweitgelege ihrer Wirtsvögel und daher kommt es noch bis August zu Eiablagen. Die Eier der Koromandelkuckucke ähneln denen der Wirtsvögel, sind aber runder und dickschädliger und weisen einen von den Eiern der Wirtsvögeln leicht abweichenden Blauton auf.
Es gibt bislang keine Belege dafür, dass die Nestlinge des Koromandelkuckucks Eier oder Nestlinge ihres Wirtsvogels aus dem Nest werfen. Es gibt jedoch Hinweise darauf, dass ähnlich wie bei den zur selben Gattung gehörenden Häher-, Jakobiner- und Kapkuckucken die Nestlinge des Koromandelkuckucks früher schlüpfen als ihre Nestgeschwister und schneller heranwachsen und sich beim Erbetteln von Futter als durchsetzungsfähiger erweisen, so dass keine oder weniger Nestlinge des Wirtsvogels heranwachsen.

## Bestand
Der Koromandelkuckuck hat ein sehr großes Verbreitungsgebiet und gilt als nicht gefährdet. Er ist jedoch in nahezu seinem gesamten Verbreitungsgebiet kein häufiger Vögel. Lediglich in China gilt er als häufiger zu beobachtende Art.

## Etymologie
Das Artepitheton wurde 1766 durch Carl von Linné vergeben. Seine Klassifizierung der Art, die er ursprünglich Cuculus coromandus nannte, basierte auf Notizen des französischen Zoologen Mathurin-Jacques Brisson, der den Vogel als „Le coucou hupé de Coromandel“ beschrieb, weil sein Belegexemplar von der indischen Koromandelküste stammte. Dem französischen Naturforscher Georges-Louis Leclerc de Buffon fiel die Ähnlichkeit des Koromandelkuckucks mit dem Jakobinerkuckuck auf und er nannte ihn „le Jacobin huppé de Coromande“. Die Art wurde später in die Gattung Coccystes, dann Oxylophus eingeordnet, bevor sie schließlich den Schopfkuckucken zugeordnet wurde.

## Einzelbelege
1. 1 2 3   Erhitzøe, Mann, Brammer, Fuller: Cuckoos of the World. S. 260.
2. 1 2 3 4   Erhitzøe, Mann, Brammer, Fuller: Cuckoos of the World. S. 261.
3. ↑   Erhitzøe, Mann, Brammer, Fuller: Cuckoos of the World. S. 262.
4. ↑  Latham, John: A General Synopsis of Birds. Volume 1. Part 2. 1782, S. 520 (englisch, archive.org).
5. ↑  Leonhard Stejneger: The generic name Coccystes untenable in: Proceedings of the Biological Society of Washington. Band 15, 1902.